# Portorož
Portorož (pronunciado pɔɾtɔˈɾoːʃ, em Esloveno; em italiano:  Portorose, literalmente, "Porta de Rosas") é uma cidade balnear e de spa, localizada no Município de Piran no sudoeste da Eslovénia, no Mar Adriático.
O seu desenvolvimento moderno começou no final do século XIX com a abertura do primeiro resort ligado à saúde. No início do século XX, Portorož tornou-se um dos maiores resorts à beira-mar, no Mar Adriático, junto com o Abbazia, na actual Croácia, Lido e Grado, na actual Itália, em seguida, como parte do Litoral Austríaco. Hoje em um dos principais pontos turísticos Eslovénia. No centro da cidade encontra-se o Hotel Palace, outrora um dos mais importantes resorts para a monarquia Austro-Húngara, e actualmente, um dos melhores hotéis entre Veneza e Dubrovnik.
Portorož e os seus arredores são servidos pelo Aeroporto Internacional de Portorož que está localizado na vila vizinha de Sečovlje.

## História
A história do povoamento está directamente ligado ao da cidade vizinha de Piran, com os povos de Ilíria habitando esta região desde a era pré-histórica. Eles foram seguidos por tribos celtas que foram mais tarde conquistadas e anexadas pelo Império Romano em 178 a.C. Achados arqueológicos sugerem que, neste período, muitas quintas e casas de campo, também chamadas de villae rusticae, foram construídas na área. Um grande desenvolvimento da área, seguida apenas após o fim do império, com o alargamento do número de colonos em busca de abrigo de ataques dos Bárbaros.
No século VII, a região passou para o Império Bizantino. Devido à crescente insatisfação com o governação feudal, bem como o crescente poder da República de Veneza, o povoado de Piran assinou um tratado de comércio com Veneza, que incluía um menor grau de autonomia.

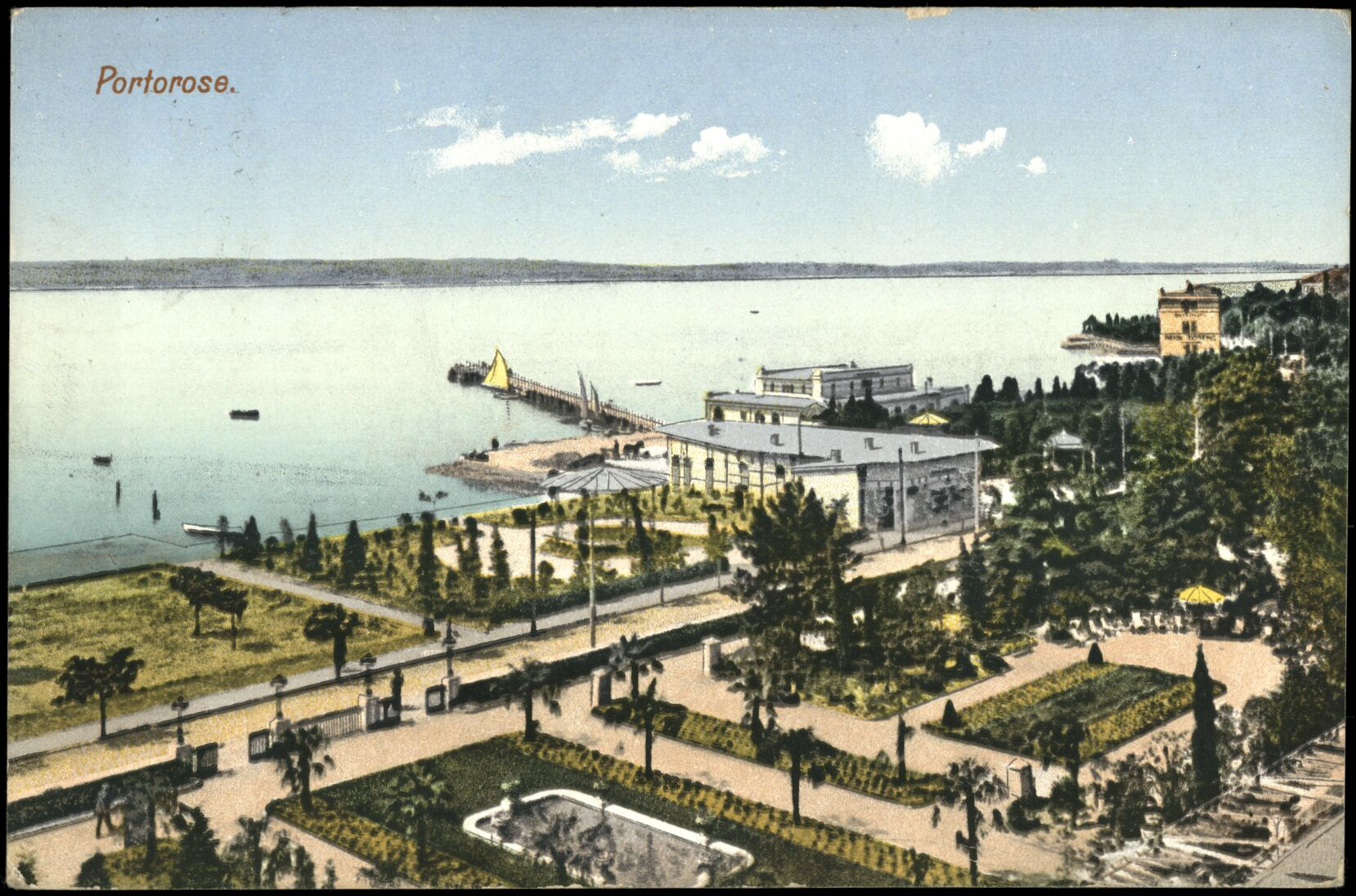
Portorož em 1912

Uma das primeiras ordens religiosas que vieram para esta região foram os Beneditinos.
No século XII, a região albergava já tinha quatro mosteiros e ainda mais igrejas. Entre essas, uma das mais antigas era a igreja de Santa Maria do Rosário, que estava junto à baía, no início do século XIII. O seu nome foi Sancta Maria Roxe ou de S. Maria da Rosa, e, em 1251, a baía passou a ser denomida de Portus sanctae Mariae de Rosa.
Um dos papéis mais importantes na história deste povoamento foi o Mosteiro de São Lourenço, onde os Beneditinos curavam doenças reumáticas, ascite e outras doenças através do concentrado de água salgada e lama salina. Em 1210, a área passou ppara o domínio do Patriarcado de Aquileia.
No século XIII, Piran entrou numa breve guerra, desde Dezembro de 1282 até Janeiro de 1283, onde foi derrotada pela República de Veneza.

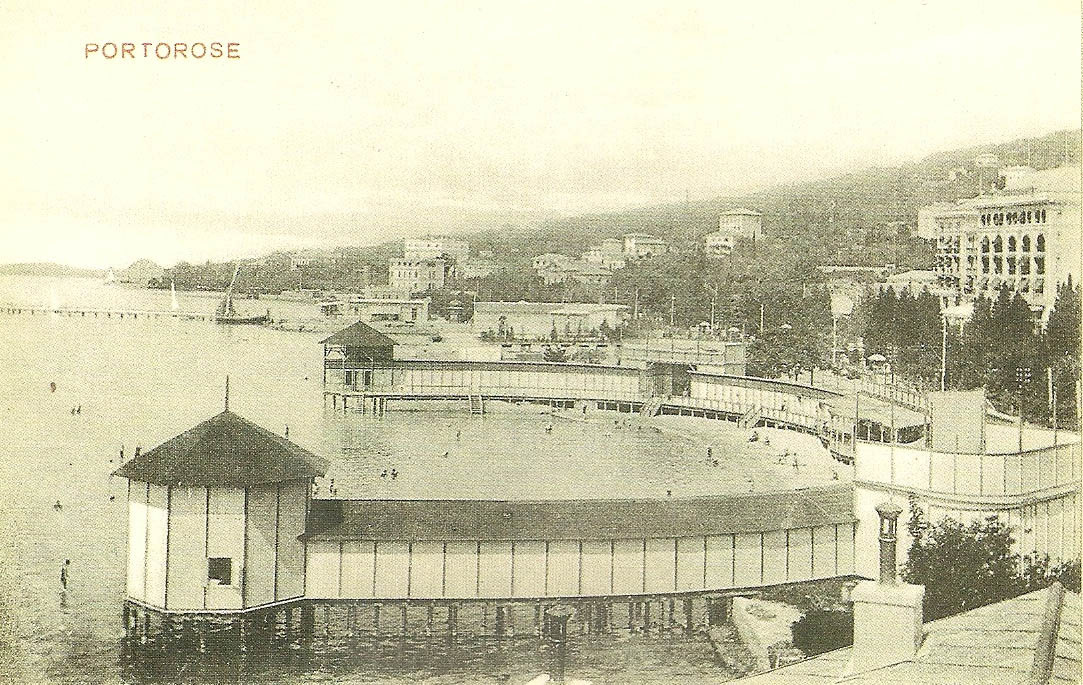
Portorož banho em 1915

Durante o segundo domínio Veneziano, ao contrário de outras cidades da península de Ístria, Piran foi leal ao domínio Veneziano, e, como tal, ganhou privilégios especiais dentro da república, que, por sua vez, fez a economia local crescer. Em 1797, o domínio de Veneza acabou, pois o Império Austríaco, assumiu a área por um breve período, até 1806. A partir de 1806 e até 1813, toda a península de Ístria e tornou-se parte das províncias Ilírias.
Verificou-se um período de crescimento económico durante o segundo domínio Austríaco, com o aumento do comércio em geral e das salinas nas proximidades, Lucija e Sečovlje. No rescaldo da Grande Guerra, o Tratado de Rapallo determinou que a península de Ístria passaria a ser parte do Reino da Itália.
Sob a dominação real e, em seguida, fascista, a região eentrou num declínio económico e registaram-se conflitos civis entre a população e o Estado. Na II Guerra Mundial, a região não foi muito envolvida ne guerra, apesar do importante pólo industrial da cidade de Trieste ter sofrido vários bombardeios. No rescaldo da guerra, o povoado de Portorož encontrava-se no Território Livre de Trieste, administrado pelas Nações Unidas. Após a dissolução do Estado de Trieste, a região passou a fazer parte da Jugoslávia.

## Economia
A economia de Portorož é baseada principalmente no turismo e na indústria dos jogos. Na cidade existe uma marina, diversas instalações desportivas e vários casinos, juntamente com muitos hotéis e complexos de apartamentos.

### Desenvolvimento do turismo
Na segunda metade do século XIX, os líderes de Piran e médicos locais decidiram estimular o turismo na região, através da oferta de tratamentos de saúde feito com água do mar e lama salina, e, a partir de 1879, em o doutor Giovanni Lugnano foi o primeiro a oferecer estes tipos de tratamentos para os visitantes.
Em 1885, depois de vários anos de sucesso, iniciou-se um novo ramo da indústria com a construção de novos complexos e villas turísticas, e em 1890, o antecessor do famoso Hotel Palace foi construído. Entre os novos habitantes estavam várias figuras proeminentes, como Antonelli, Dragovina, Furian, Frennez, Langer, Rastelli, Reinlaner e Salvetti.
Devido ao novo ramo de tratamento de saúde que surgiu em Porto Rosa, o Ministério do Interior declarou que o povoado passasse a ser um resort de saúde.
Em 1908, o Dr. Orazio Pupini, um proeminente médico Austríaco com uma notável história de tratamento abriu um sanatório nesta zona. Ele foi também o principal médico da Companhia Austríaca de Caminhos-de-ferro, e um membro da Associação de Médicos da Áustria.
Em 1902, foi construída a linha férrea de Parenzana, o que aumentou a popularidade da região, mas mais tarde foi dissolvida devido a diminuição na procura.

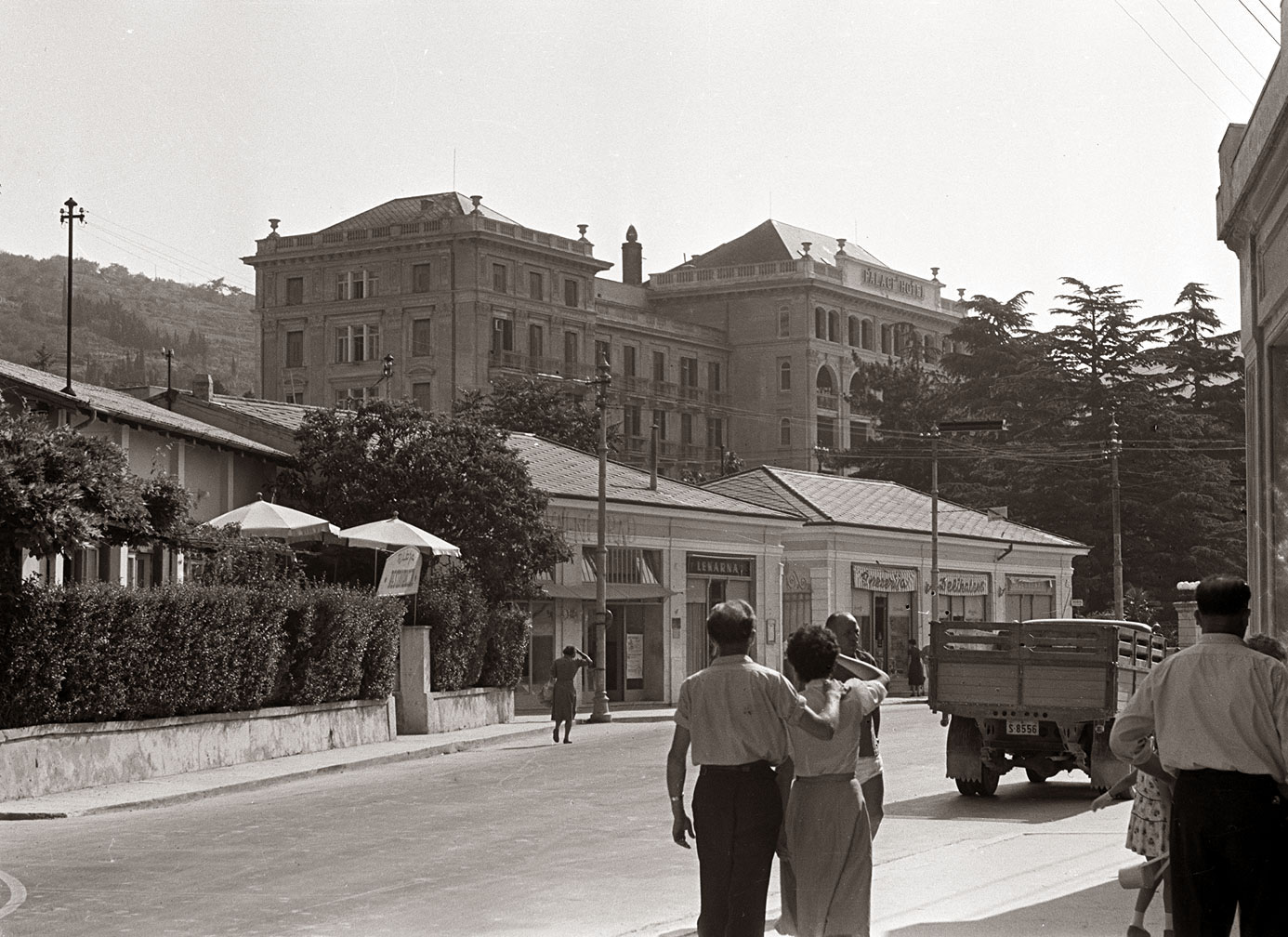
Palace Hotel, em 1957

Em 1909, a época de construção de casas particulares terminou com a abertura de um número muito maior de construção para os padrões da época; o Palace Cur Hotel, mais tarde conhecido como Palace Hotel. Na cerimónia de abertura, em 1910, o Hotel Palace foi logo cunhado como "o mais belo hotel na costa do mar Adriático". O hotel foi equipado com os mais modernos acessórios terapêutico e, para satisfazer as necessidades dos seus hóspedes, foi construído um casino.
A próspera economia da vila foi interrompida pela I Guerra Mundial, e, poucos anos após a guerra (em que a vila estive sob o governo italiano), em 1928, foi instalado uma nova terapia eléctrica entre os programas de tratamento. Em todo o período entre-guerras, Portorož começou lentamente a recuperar a sua antiga glória, até que rebentou a II Guerra Mundial, novamente. A crise durou até 1968, quando o governo jugoslavo realizou várias obras de remodelação e de novas construções em toda a região. Nessa época começaram a construir-se novas infra-estruturas à volta do casino, o que fez com que fosse construído um aeródromo na aldeia vizinha de Sečovlje e a construção de um auditório multi-usos em 1972. Em 1976, dois novos complexos hoteleiros foram construídos em Bernardin, no ano seguinte, outro foi construiu-se mais um hotel na mesma área. No mesmo ano, em 1977, o governo local começou a transformar as salinas de Lucija em marina para embarcações menores. Desde a secessão da Eslovénia, da Jugoslávia, Portorož tornou-se um dos locais mais importantes para turismo no país.

### Jogos de azar
O primeiro casino foi aberto em Villa San Lorenzo, a 27 de Julho de 1913, e foi gerido pela sociedade Casino des Etrangers. Durou apenas alguns meses até ser encerrado.

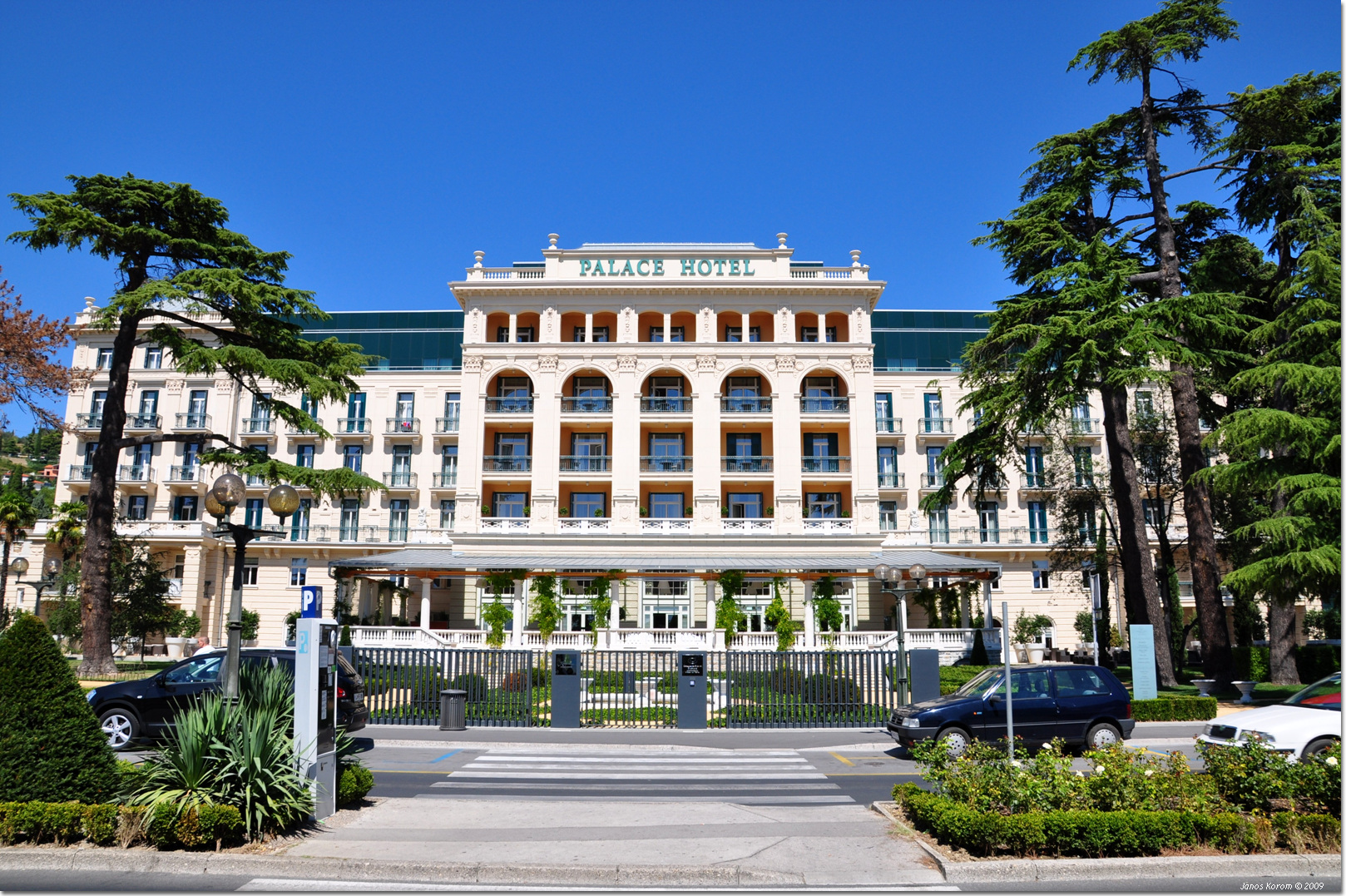
Hotel Palace nos dias actuais

A indústria turística desapareceu no norte da região Adriático, até 1963, ano que Anton Nino Spinelli, presidente da empresa Zavod za pospeševanje turizma, propôs a reabertura do casino. No ano seguinte, em 1964, o abriu o primeiro casino da República Socialista da Eslovénia, e o segundo, na Jugoslávia, que abriu em Opatija. Em 1972, a empresa mudou-se para o recém-construído e muito maior Grand hotel Metropol, onde empregou cerca de 450 pessoas. Devido ao facto de terem um grande excedente orçamental, estes começaram a investir na construção de infra-estruturas na cidade.
Hoje existem vários casinos localizados em Portorož, tais como Casino Riviera, Grand Casino e Casino Bernardin, localizado no complexo hoteleiro de Bernardin.

### Bernardin
Bernardin é um complexo turístico localizado na parte ocidental de Portorož. O seu nome deriva do nome da igreja, hoje em dia em ruínas, Sveti Bernardin (literalmente, "São Bernardino"). Antes da construção dos vários complexos turísticos, a área foi um estaleiro para embarcações menores, que mais tarde mudou-se para a cidade de Izola.
Em 1971, a empresa Emona de Liubliana abriu o Hotel Bernardin e começou a trabalhar na construção do seu complexo. Em 1976, o primeiro de dois hotéis, Bernardin e Vile Parque foram construídos, com o Grand hotel Emona no ano seguinte.

## Geografia
Portorož pertence ao município costeiro de Piran, localizado no sudoeste do Golfo de Trieste (no ponto mais ao norte do Mar Adriático) entre as fronteiras da Itália para o norte e a Croácia para o sul. Parte de Portorož são as ruas de Fiesa e Pacug.

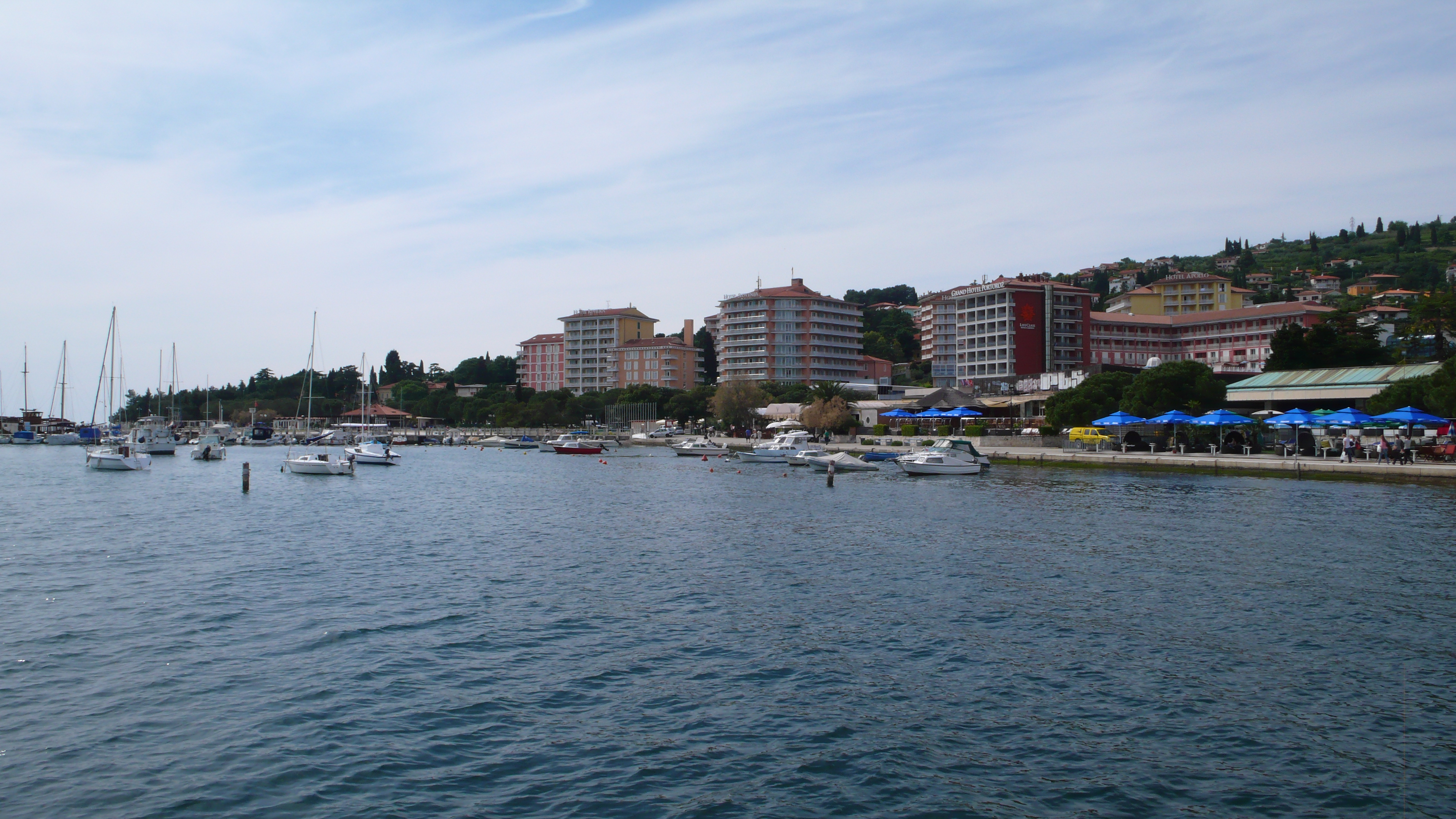
Beira-mar

### Clima
Portorož tem clima subtropical úmido (classificação climática de Köppen-geiger Cfa), com invernos frios e verões quentes. Os invernos são frescos e leves com um de janeiro de média de 4,7 °C (40,5 °F) , enquanto os verões são quentes, com temperaturas máximas de 28,4 °C (83,1 °F) em Julho e uma mínimas de 16,5 °C (61,7 °F). Devido à sua localização costeira, temperaturas abaixo de −10 °C (14,0 °F) ou acima de 35 °C (95,0 °F) , são raras. A precipitação média anual é de 931,2 milímetros (37 pol) que é bem distribuída durante todo o ano, embora de Setembro a Outubro há um pico nos níveis de precipitação. Portorož tem em média 2385 horas de Sol por ano.
| Dados climáticos para Portorose - Portorož                       | Dados climáticos para Portorose - Portorož | Dados climáticos para Portorose - Portorož | Dados climáticos para Portorose - Portorož | Dados climáticos para Portorose - Portorož | Dados climáticos para Portorose - Portorož | Dados climáticos para Portorose - Portorož | Dados climáticos para Portorose - Portorož | Dados climáticos para Portorose - Portorož | Dados climáticos para Portorose - Portorož | Dados climáticos para Portorose - Portorož | Dados climáticos para Portorose - Portorož | Dados climáticos para Portorose - Portorož | Dados climáticos para Portorose - Portorož |
| Mês                                                              | Jan                                        | Fev                                        | Mar                                        | Abr                                        | Mai                                        | Jun                                        | Jul                                        | Ago                                        | Set                                        | Out                                        | Nov                                        | Dez                                        | Ano                                        |
| ---------------------------------------------------------------- | ------------------------------------------ | ------------------------------------------ | ------------------------------------------ | ------------------------------------------ | ------------------------------------------ | ------------------------------------------ | ------------------------------------------ | ------------------------------------------ | ------------------------------------------ | ------------------------------------------ | ------------------------------------------ | ------------------------------------------ | ------------------------------------------ |
| Recorde alta °C (°F)                                             | 17.6 (63.7)                                | 22.2 (72)                                  | 23.0 (73.4)                                | 26.3 (79.3)                                | 29.5 (85.1)                                | 35.4 (95.7)                                | 35.1 (95.2)                                | 36.9 (98.4)                                | 32.1 (89.8)                                | 27.5 (81.5)                                | 21.0 (69.8)                                | 19.0 (66.2)                                | 36.9 (98.4)                                |
| Média alta °C (°F)                                               | 8.6 (47.5)                                 | 9.7 (49.5)                                 | 13.1 (55.6)                                | 16.8 (62.2)                                | 21.8 (71.2)                                | 25.5 (77.9)                                | 28.4 (83.1)                                | 28.2 (82.8)                                | 23.9 (75)                                  | 19.0 (66.2)                                | 13.2 (55.8)                                | 9.7 (49.5)                                 | 18.2 (64.8)                                |
| Média diária °C (°F)                                             | 4.7 (40.5)                                 | 5.1 (41.2)                                 | 8.2 (46.8)                                 | 12.3 (54.1)                                | 17.1 (62.8)                                | 21.0 (69.8)                                | 23.0 (73.4)                                | 22.3 (72.1)                                | 18.2 (64.8)                                | 14.0 (57.2)                                | 9.7 (49.5)                                 | 5.9 (42.6)                                 | 13.5 (56.3)                                |
| Média baixa °C (°F)                                              | 0.6 (33.1)                                 | 0.4 (32.7)                                 | 3.1 (37.6)                                 | 6.9 (44.4)                                 | 11.0 (51.8)                                | 14.5 (58.1)                                | 16.5 (61.7)                                | 16.3 (61.3)                                | 13.0 (55.4)                                | 9.7 (49.5)                                 | 4.7 (40.5)                                 | 1.4 (34.5)                                 | 8.2 (46.8)                                 |
| Recorde baixa °C (°F)                                            | −12.0 (10.4)                               | −10.3 (13.5)                               | −9.7 (14.5)                                | −2.5 (27.5)                                | 2.5 (36.5)                                 | 6.1 (43)                                   | 7.6 (45.7)                                 | 7.8 (46)                                   | 3.8 (38.8)                                 | 0.2 (32.4)                                 | −5.5 (22.1)                                | −8.5 (16.7)                                | −12.0 (10.4)                               |
| Média precipitação mm (pol.)                                     | 56.3 (2.217)                               | 47.1 (1.854)                               | 61.3 (2.413)                               | 65.3 (2.571)                               | 68.8 (2.709)                               | 85.8 (3.378)                               | 57.6 (2.268)                               | 78.1 (3.075)                               | 123.8 (4.874)                              | 120.5 (4.744)                              | 91.3 (3.594)                               | 75.3 (2.965)                               | 931.2 (36.661)                             |
| Média de dias de precipitação (≥ 0.1 mm)                         | 10.1                                       | 7.5                                        | 8.4                                        | 10.2                                       | 11.0                                       | 10.9                                       | 7.6                                        | 7.6                                        | 8.5                                        | 10.2                                       | 10.7                                       | 10.4                                       | 112.9                                      |
| Média umidade relativa (%)                                       | 68                                         | 61                                         | 57                                         | 55                                         | 54                                         | 54                                         | 50                                         | 51                                         | 57                                         | 61                                         | 65                                         | 67                                         | 58                                         |
| Média mensal horas de sol                                        | 101                                        | 132                                        | 172                                        | 195                                        | 255                                        | 273                                        | 315                                        | 297                                        | 223                                        | 167                                        | 110                                        | 94                                         | 2 385                                      |
| Fonte: Slovenian Enivironment Agency (ARSO) (data for 1971-2000) |                                            |                                            |                                            |                                            |                                            |                                            |                                            |                                            |                                            |                                            |                                            |                                            |                                            |

## Artes

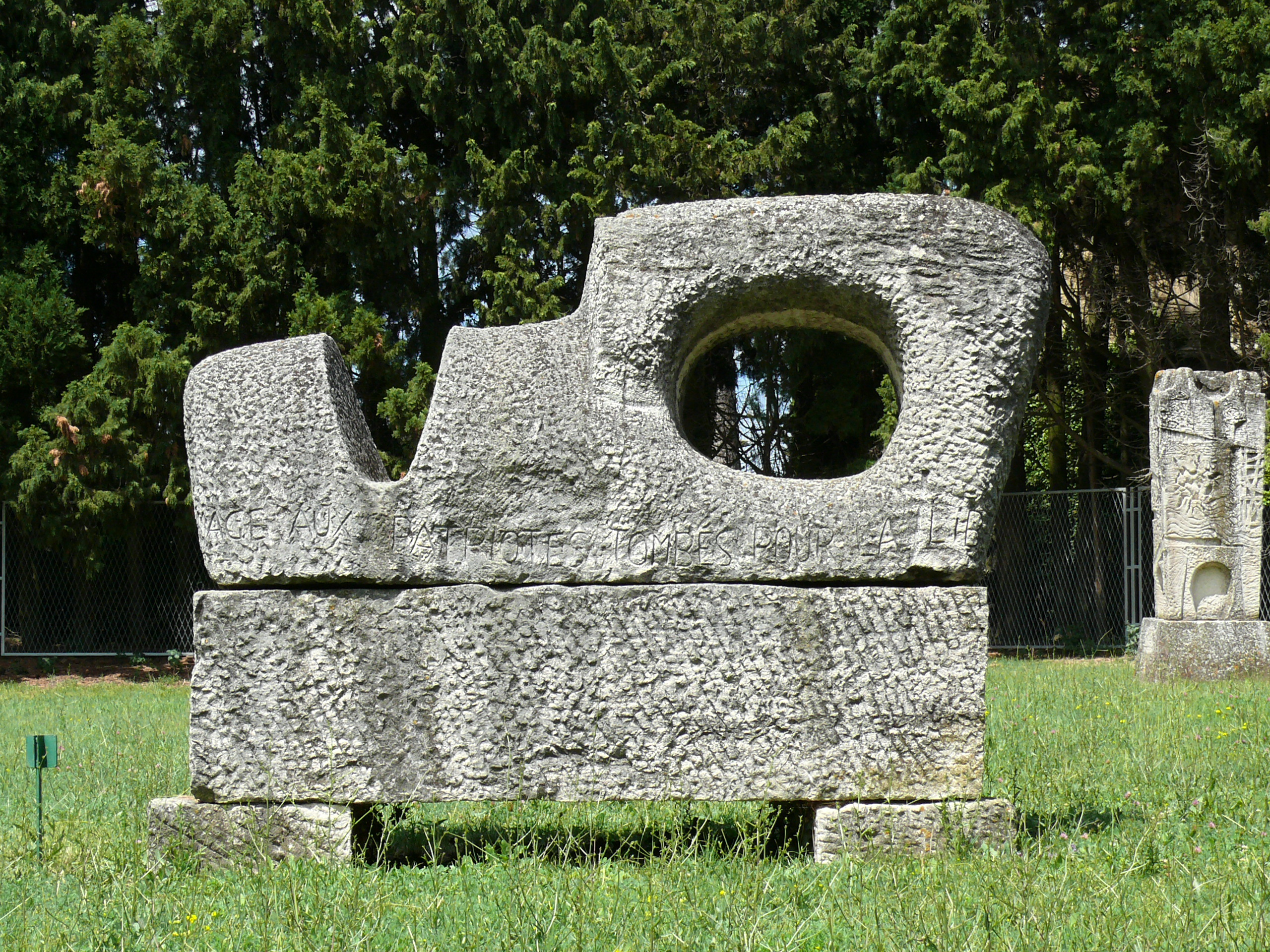
Achiam : Homenagem aos caídos patriotas para a liberdade (1963)

Portorož recebe anualmente o Festival Esloveno de Filme (Festival slovenskega filma), onde são atribuídos os prémios Vesna para as melhores realizações cinematográficas na Eslovénia.
Desde 1961, Portorož também organiza uma bienal de arte contemporânea, o Simpósio Internacional de Escultura Forma Viva.
As obras são em expostas num parque de escultura na aldeia de Seča.
A cidade de Portorož acolhe também um dos raros museus dedicados à banda The Rolling Stones, o The Rolling Stones Museum

## Desporto
Portorož foi casa do Open WTA de Portorož de 2005 a 2010. A cada verão, desde 2013, que realiza-se nos mesmos courts, o ŠRC Marina, o Tilia Slovenia Open organizado pela ATP Challenger.
Em 1958, o Torneio Internacional de Xadrez de Portorož foi ganho por Mikhail Tal; Bobby Fischer terminou em sexto lugar e foi premiado com o título de grão-mestre no (então) registro de 15 anos de idade. Posteriormente, Mikhail Tal ganhou o torneio e o título mundial de 1960.
Em 1985, Portorož, foi palco da Olimpíada Internacional de Física, e em 2001, o Campeonato Europeu de Debate de Universidades.
Em 2008, foi inaugurada o novo Euro-Mediterranean University of Slovenia, em colaboração com universidades da União Europeia, Médio Oriente e Norte de África.